# Smardzew (gromada)
Smardzew – dawna gromada, czyli najmniejsza jednostka podziału terytorialnego Polskiej Rzeczypospolitej Ludowej w latach 1954–1972.
Gromady, z gromadzkimi radami narodowymi (GRN) jako organami władzy najniższego stopnia na wsi, funkcjonowały od reformy reorganizującej administrację wiejską przeprowadzonej jesienią 1954 do momentu ich zniesienia z dniem 1 stycznia 1973, tym samym wypierając organizację gminną w latach 1954–1972.
Gromadę Smardzew siedzibą GRN w Smardzewie utworzono – jako jedną z 8759 gromad na obszarze Polski – w powiecie brzezińskim w woj. łódzkim, na mocy uchwały nr 29/54 WRN w Łodzi z dnia 4 października 1954. W skład jednostki weszły obszary dotychczasowych gromad Czaplinek, Glinik, Józefów, Szczawin wieś, Maciejów i Szczawin kolonia (z wyłączeniem wsi Jeżewo) ze zniesionej gminy Dobra w powiecie brzezińskim oraz obszary dotychczasowych gromad Łagiewniki Nowe, Łagiewniki Stare i Skotniki ze zniesionej gminy Lućmierz w powiecie łódzkim. Dla gromady ustalono 24 członków gromadzkiej rady narodowej.
1 lipca 1956 gromadę włączono do powiatu łódzkiego w tymże województwie.
1 stycznia 1965 do gromady Smardzew włączono odcinek drogi państwowej nr 138 Zgierz–Stryków o długości 2,555 km z miasta Łodzi.
1 stycznia 1970 do gromady Smardzew włączono część wsi Klęk (działki 127 i 128 wraz z częścią drogi) o łącznej powierzchni 3,72 ha z gromady Dobra w powiecie brzezińskim w tymże województwie.
Gromada przetrwała do końca 1972 roku, czyli do kolejnej reformy gminnej.